# Anzai Koki
Anzai Koki (安西幸輝 Anzai Kōki, sinh ngày 31 tháng 5 năm 1995) là một cầu thủ bóng đá người Nhật Bản thi đấu cho Portimonense ở Primeira Liga.

## Sự nghiệp
Anzai trải qua vài năm trong đội hình thanh niên của Tokyo Verdy trước khi ký hợp đồng chuyên nghiệp năm 2014.

## Thống kê câu lạc bộ
Cập nhật đến ngày 26 tháng 7 năm 2020.
| Thành tích câu lạc bộ | Thành tích câu lạc bộ | Thành tích câu lạc bộ | Giải vô địch | Giải vô địch | Cúp                   | Cúp                   | Cúp Liên đoàn | Cúp Liên đoàn | Châu lục | Châu lục  | Tổng cộng | Tổng cộng |
| Mùa giải              | Câu lạc bộ            | Giải vô địch          | Số trận      | Bàn thắng    | Số trận               | Bàn thắng             | Số trận       | Bàn thắng     | Số trận  | Bàn thắng | Số trận   | Bàn thắng |
| Nhật Bản              | Nhật Bản              | Nhật Bản              | Giải vô địch | Giải vô địch | Cúp Hoàng đế Nhật Bản | Cúp Hoàng đế Nhật Bản | J.League Cup  | J.League Cup  | Châu Á   | Châu Á    | Tổng cộng | Tổng cộng |
| --------------------- | --------------------- | --------------------- | ------------ | ------------ | --------------------- | --------------------- | ------------- | ------------- | -------- | --------- | --------- | --------- |
| 2014                  | Tokyo Verdy           | J2                    | 41           | 0            | 1                     | 0                     | -             | -             | -        | -         | 42        | 0         |
| 2015                  | Tokyo Verdy           | J2                    | 35           | 1            | 0                     | 0                     | -             | -             | -        | -         | 35        | 1         |
| 2016                  | Tokyo Verdy           | J2                    | 34           | 0            | 1                     | 0                     | -             | -             | -        | -         | 35        | 0         |
| 2017                  | Tokyo Verdy           | J2                    | 41           | 4            | 0                     | 0                     | -             | -             | -        | -         | 41        | 4         |
| Tổng                  | Tổng                  | Tổng                  | 151          | 5            | 2                     | 0                     | -             | -             | -        | -         | 153       | 5         |
| 2018                  | Kashima Antlers       | J1                    | 28           | 3            | 5                     | 0                     | 4             | 0             | 10       | 0         | 47        | 3         |
| 2019                  | Kashima Antlers       | J1                    | 15           | 3            | 0                     | 0                     | 0             | 0             | 7        | 0         | 22        | 3         |
| Tổng                  | Tổng                  | Tổng                  | 43           | 6            | 5                     | 0                     | 4             | 0             | 17       | 0         | 69        | 6         |
| Portimonense          | 2019–20               | Primeira Liga         | 23           | 1            | 1                     | 0                     | 4             | 0             | —        | —         | 28        | 1         |
| Tổng cộng sự nghiệp   | Tổng cộng sự nghiệp   | Tổng cộng sự nghiệp   | 216          | 13           | 8                     | 0                     | 8             | 0             | 17       | 0         | 253       | 13        |